# Bisaballen, Lovisa
Bisaballen är en ö i Finland. Den ligger i Finska viken och i kommunen Lovisa i den ekonomiska regionen  Lovisa i landskapet Nyland, i den södra delen av landet. Ön ligger omkring 91 kilometer öster om Helsingfors.
Öns area är 2 hektar och dess största längd är 200 meter i sydöst-nordvästlig riktning. Närmaste större samhälle är Pyttis, 18,0 km norr om Bisaballen.